# 유대인 노벨상 수상자 목록
유대인 노벨상 수상자 목록에 관한 내용이다.
1901년부터 2023년까지 노벨상과 노벨 경제학상을 받은 개인 수상자 965명 중 최소 214명이 유대인이거나 부모 중 적어도 한 명이 유대인인 사람으로 전체 수상자 중 22%를 차지한다. 유대인은 세계 인구의 0.2%에 불과하다. 이는 유대인 수상자 비율이 세계 인구의 110배에 달한다는 것을 의미한다.
유대인들은 노벨 재단의 6개 상을 모두 수상했다.
- 화학: 36(전체의 19%)
- 경제학: 38 (전체의 41%)
- 문학: 16개(전체의 13%)
- 평화: 9(전체의 8%)
- 물리학: 56(전체의 25%)
- 생리학·의학상: 60 (전체의 26%)

1905년 노벨 화학상을 받은 아돌프 폰 바이어는 외가 쪽이 유대인이었으며 최초의 유대인 수상자로 간주된다.
유대인 수상자 엘리 비젤(Elie Wiesel)과 케르테스 임레(Imre Kertész)는 홀로코스트 기간 동안 강제수용소에서 살아 남았다. 프랑수아 앙글레르는 고아원과 어린이집에 숨어 살아 남았다. 한스 베테, 월터 콘, 오토 슈테른, 알베르트 아인슈타인, 핸스 애돌프 크레브스, 마르틴 카르플루스와 같은 다른 사람들은 박해를 피하기 위해 나치 독일을 떠났다. 리타 레비몬탈치니, 허버트 A. 하우프트먼, 로버트 F. 퍼치곳, 아서 콘버그, 제롬 칼을 포함한 다른 사람들은 경력에서 심각한 반유대주의를 경험했다.
96세의 미국 유대인인 아서 애슈킨(Arthur Ashkin)은 수상 당시 노벨상을 받은 최고령 인물이었다.

## 화학
- 앙리 무아상
- 오토 발라흐리하르트 빌슈테터
- 프리츠 하버
- 게오르크 카를 폰 헤베시
- 멜빈 캘빈
- 맥스 퍼루츠
- 크리스천 B. 앤핀선
- 윌리엄 하워드 스타인
- 일리야 프리고진
- 허버트 C. 브라운
- 폴 버그
- 월터 길버트
- 로알드 호프만
- 에런 클루그
- 제롬 칼
- 허버트 A. 하우프트먼
- 존 폴라니
- 시드니 올트먼
- 루돌프 마커스
- 조지 앤드루 올라
- 해럴드 크로토
- 월터 콘
- 앨런 J. 히거
- 아론 치에하노베르
- 아브람 헤르슈코
- 어윈 로즈
- 로저 콘버그
- 마틴 챌피
- 아다 요나트
- 단 셰흐트만
- 로버트 레프코위츠
- 아리에 와르셸
- 마이클 레빗
- 마르틴 카르플루스
- 데이비드 베이커 (화학자)

## 생리학·의학상
- 엘리 메치니코프
- 파울 에를리히
- 로베르트 바라니
- 오토 프리츠 마이어호프
- 카를 란트슈타이너
- 오토 하인리히 바르부르크
- 오토 뢰비
- 조지프 얼랭어
- 언스트 체인
- 허먼 조지프 멀러
- 거티 코리
- 타데우시 라이히슈타인
- 셀먼 에이브러햄 왁스먼
- 핸스 애돌프 크레브스
- 프리츠 앨버트 리프만
- 조슈아 레더버그
- 아서 콘버그
- 콘라트 에밀 블로흐
- 프랑수아 자코브
- 앙드레 르보프
- 조지 월드
- 마셜 워런 니런버그
- 샐버도어 에드워드 루리아
- 줄리어스 액설로드
- 버나드 카츠
- 제럴드 에덜먼
- 데이비드 볼티모어
- 하워드 마틴 테민
- 바루크 새뮤얼 블럼버그
- 로절린 서스먼 얠로
- 대니얼 네이선스
- 바루 베나세라프
- 존 로버트 베인
- 세사르 밀스테인
- 마이클 스튜어트 브라운
- 조지프 L. 골드스타인
- 스탠리 코헨
- 리타 레비몬탈치니
- 거트루드 B. 엘리언
- 해럴드 엘리엇 바머스
- 에드먼드 헨리 피셔
- 알프레드 G. 길먼
- 마틴 로드벨
- 스탠리 B. 프루시너
- 로버트 F. 퍼치곳
- 폴 그린가드
- 에릭 캔들
- 시드니 브레너
- 하워드 로버트 호비츠
- 리처드 액설
- 앤드루 파이어
- 랠프 스타인먼
- 브루스 보이틀러
- 제임스 로스먼
- 랜디 셰크먼
- 마이클 로스배시
- 하비 J. 올터
- 데이비드 줄리어스
- 드루 와이스먼
- 게리 러브컨

## 물리학
- 앨버트 에이브러햄 마이컬슨
- 가브리엘 리프만
- 알베르트 아인슈타인
- 닐스 보어
- 제임스 프랑크
- 구스타프 헤르츠
- 오토 슈테른
- 이지도어 아이작 라비
- 볼프강 파울리
- 펠릭스 블로흐
- 막스 보른
- 일리야 프란크
- 이고리 탐
- 에밀리오 지노 세그레
- 도널드 글레이저
- 로버트 호프스태터
- 레프 란다우
- 유진 위그너
- 리처드 파인만
- 줄리언 슈윙거
- 한스 베테
- 머리 겔만
- 데니스 가보르
- 리언 쿠퍼
- 브라이언 데이비드 조지프슨
- 오게 닐스 보어
- 벤 로위 모텔손
- 버턴 릭터
- 아노 앨런 펜지어스
- 셸던 리 글래쇼
- 스티븐 와인버그
- 아서 레너드 숄로
- 카를 알렉산더 뮐러
- 리언 레더먼
- 멜빈 슈워츠, 잭 스타인버거
- 제롬 아이작 프리드먼
- 조르주 샤르파크
- 마틴 루이스 펄
- 프레더릭 라이너스
- 데이비드 모리스 리, 더글러스 오셔로프
- 클로드 코엔타누지
- 조레스 알표로프
- 알렉세이 아브리코소프
- 비탈리 긴즈부르크
- 데이비드 그로스, 데이비드 폴리처
- 로이 J. 글라우버
- 애덤 리스
- 솔 펄머터
- 세르주 아로슈
- 프랑수아 앙글레르
- 마이클 코스털리츠
- 라이너 바이스
- 배리 배리시
- 아서 애슈킨
- 로저 펜로즈, 앤드리아 M. 게즈

## 문학
- 파울 요한 루트비히 폰 하이제
- 앙리 베르그손
- 보리스 파스테르나크
- 슈무엘 요세프 아그논
- 넬리 작스
- 솔 벨로
- 아이작 바셰비스 싱어
- 엘리아스 카네티
- 조지프 브로드스키
- 네이딘 고디머
- 케르테스 임레
- 엘프리데 옐리네크
- 해럴드 핀터
- 파트리크 모디아노
- 밥 딜런
- 루이즈 글릭

## 경제학
- 폴 새뮤얼슨
- 사이먼 쿠즈네츠
- 케네스 애로
- 바실리 레온티예프
- 레오니트 칸토로비치
- 밀턴 프리드먼
- 허버트 사이먼
- 로런스 클라인
- 프란코 모디글리아니
- 로버트 솔로
- 해리 마코위츠, 머턴 밀러
- 게리 베커
- 로버트 포겔
- 존 하사니, 라인하르트 젤텐
- 마이런 숄스
- 로버트 C. 머턴
- 조지프 스티글리츠, 조지 애컬로프
- 대니얼 카너먼
- 로버트 아우만
- 레오니트 후르비치
- 에릭 매스킨, 로저 마이어슨
- 폴 크루그먼
- 엘리너 오스트롬
- 피터 다이아몬드
- 앨빈 로스
- 올리버 하트
- 리처드 세일러
- 윌리엄 노드하우스
- 마이클 크레이머
- 폴 밀그럼
- 조슈아 앵그리스트
- 벤 버냉키, 더글러스 다이아몬드
- 클로디아 골딘

## 평화상
- 토비아스 아서르, 알프레트 헤르만 프리트
- 르네 카생
- 헨리 키신저
- 메나헴 베긴
- 엘리 비젤
- 이츠하크 라빈
- 시몬 페레스
- 조지프 로트블랫

## 같이 보기
- 노벨상 수상자 목록